# Lista över småplaneter (4501–5000)
Detta är en lista över numrerade småplaneter, nummer 4501–5000.
|     | 4500             | 4600          | 4700           | 4800           | 4900           |
| --- | ---------------- | ------------- | -------------- | -------------- | -------------- |
| 1   | Eurypylos        | Ludkewycz     | Milani         | Ohře           | O Briain       |
| 2   | Elizabethann     | Heudier       | Berounka       | Khatchaturian  | Thessandrus    |
| 3   | Cleobulus        | Bertaud       | Kagoshima      | Birkle         | Ichikawa       |
| 4   | Jenkinson        | Stekarstrom   | Sheena         | Pasteur        | Makio          |
| 5   | Okamura          | Nikitin       | Secchi         | Asteropaios    | Hiromi         |
| 6   | Hendrie          | Saheki        | Dennisreuter   | Miho           | Seneferu       |
| 7   | Petercollins     | Seilandfarm   | Khryses        | Noboru         | Zoser          |
| 8   | Takatsuki        | Wodehouse     | Polydoros      | Ballaero       | Ward           |
| 9   | Gorbatskij       | Pizarro       | Ennomos        | Robertball     | Couteau        |
| 10  | Shawna           | Kájov         | Wade           | Ruslanova      | Kawasato       |
| 11  | Rembrandt        | Vulkaneifel   | Kathy          | Semashko       | Rosenzweig     |
| 12  | Sinuhe           | Greenstein    | Iwaizumi       | Hakuhou        | Emilhaury      |
| 13  | Louvre           | Mamoru        | Steel          | Terebizh       | Wangxuan       |
| 14  | Vilen            | Masamura      | Toyohiro       | Casacci        | Pardina        |
| 15  | Khrennikov       | Zinner        | Medesicaste    | Anders         | Solzhenitsyn   |
| 16  | Pugovkin         | Batalov       | Urey           | Connelly       | Brumberg       |
| 17  | Ralpharvey       | Zadunaisky    | Kaneko         | Gliba          | Yurilvovia     |
| 18  | Raikin           | Shakhovskoj   | Araki          | Elgar          | Rostropovich   |
| 19  | Voronezh         | Polyakhova    | Burnaby        | Gifford        | Vishnevskaya   |
| 20  | Dovzhenko        | Bickley       | Tottori        | Fay            | Gromov         |
| 21  | Akimov           | Tambov        | Atahualpa      | Bianucci       | Volonté        |
| 22  | Britastra        | Solovjova     | Agelaos        | Karge          | Leshin         |
| 23  | MIT              | Obraztsova    | Wolfgangmattig | Libenice       | Clarke         |
| 24  | Barklajdetolli   | Stefani       | Brocken        | Stradonice     | Hiltner        |
| 25  | Johnbauer        | Shchedrin     | Milone         | Ventura        | Zhoushan       |
| 26  | Konko            | Plisetskaya   | Federer        | Wilhelms       | Smoktunovskij  |
| 27  | Schoenberg       | Pinomogavero  | Ravel          | Dares          | O'Connell      |
| 28  | Berg             | Laplace       | Lyapidevskij   | Misenus        | Vermeer        |
| 29  | Webern           | Walford       | Mikhailmilʹ    | Sergestus      | Yamatai        |
| 30  | Smoluchowski     | Chaonis       | Xingmingzhou   | Thomascooley   | Rephiltim      |
| 31  | Asaro            | Yabu          | Monicagrady    | Baldwin        | Tomsk          |
| 32  | Copland          | Udagawa       | Froeschlé      | Palinurus      | Texstapa       |
| 33  | Orth             | Marinbica     | ORO            | Meges          | Tylerlinder    |
| 34  | Rimskij-Korsakov | Shibuya       | Rameau         | Thoas          | Rhôneranger    |
| 35  | Adamcarolla      | Rimbaud       | Gary           | Asaeus         | Maslachkova    |
| 36  | Drewpinsky       | Chile         | Johnwood       | Medon          | Butakov        |
| 37  | Valgrirasp       | Odorico       | Kiladze        | Bickerton      | Lintott        |
| 38  | Vishyanand       | Estens        | Jimihendrix    | Billmclaughlin | Papadopoulos   |
| 39  | Miyagino         | Minox         | Tomahrens      | Daisetsuzan    | Scovil         |
| 40  | Oriani           | Hara          | Veniamina      | Otaynang       | Polenov        |
| 41  | Mizuno           | Ayako         | Leskov         | Manjiro        | Yahagi         |
| 42  | Mossotti         | Murchie       | Caliumi        | Atsushi        | Munroe         |
| 43  | Phoinix          | Cisneros      | Kikuchi        | Mégantic       | Lac d'Orient   |
| 44  | Xanthus          | Oumu          | Rovereto       | Matsuyama      | Kozlovskij     |
| 45  | Primolevi        | Tentaikojo    | Nancymarie     | Tsubetsu       | Ikenozenni     |
| 46  | Franck           | Kwee          | Doi            | Tuthmosis      | Askalaphus     |
| 47  | Massachusetts    | Syuji         | Jujo           | Amenhotep      | Ninkasi        |
| 48  | Wielen           | Tirion        | Tokiwagozen    | Tutenchamun    | Hideonishimura |
| 49  | Burkhardt        | Sumoto        | Ledzeppelin    | Ardenne        | Akasofu        |
| 50  | Royclarke        | Mori          | Mukai          | Palestrina     | House          |
| 51  | Cochran          | Wongkwancheng | Alicemanning   | Vodopʹyanova   | Iwamoto        |
| 52  | Nabelek          | Iannini       | Myron          | Pamjones       | Kibeshigemaro  |
| 53  | Doncampbell      | Tommaso       | Phidias        | Marielukac     | 1990 MU        |
| 54  | Fanynka          | Gorʹkavyj     | Panthoos       | Edscott        | Eric           |
| 55  | Josefaperez      | Marjoriika    | Nicky          | Tenpyou        | Gold           |
| 56  | Gumilyov         | Huchra        | Asaramas       | Seaborg        | Noymer         |
| 57  | Mika             | Lopez         | Liselotte      | Altgamia       | Brucemurray    |
| 58  | Janesick         | Gavrilov      | Hermitage      | Vorobjov       | Wellnitz       |
| 59  | Strauss          | Roddenberry   | Åretta         | Fraknoi        | Niinoama       |
| 60  | Klyuchevskij     | Nereus        | Jia-xiang      | Gubbio         | Mayo           |
| 61  | Lemeshev         | Yebes         | Urrutia        | Nemirovskij    | Timherder      |
| 62  | Poleungkuk       | Runk          | Dobrynya       | Loke           | Vecherka       |
| 63  | Kahnia           | Falta         | Ride           | Yasutani       | Kanroku        |
| 64  | Clayton          | Hanner        | Joneberhart    | Nimoy          | Kourovka       |
| 65  | Grossman         | Muinonen      | Wasserburg     | Sor            | Takeda         |
| 66  | Chaokuangpiu     | Dietz         | Malin          | Badillo        | Edolsen        |
| 67  | Bečvář           | Robbiesh      | Sutoku         | Polites        | Glia           |
| 68  | Menkaure         | Rayjay        | Hartley        | Knushevia      | Suzamur        |
| 69  | Baerbel          | Høder         | Castalia       | Piotrovsky     | Lawrence       |
| 70  | Runcorn          | Yoshinogawa   | Lane           | Shcherbanʹ     | Druyan         |
| 71  | Grumiaux         | Drtikol       | Hayashi        | Riverside      | Hoshinohiroba  |
| 72  | Brage            | Takuboku      | Frankdrake     | Grieg          | Pachelbel      |
| 73  | Piešťany         | Bortle        | Hayakawa       | Fukaya         | Showa          |
| 74  | Yoshinaka        | Pauling       | Hobetsu        | Burke          | Elford         |
| 75  | Broman           | Ohboke        | Hansen         | Ingalls        | Dohmoto        |
| 76  | Yanotoyohiko     | Uedaseiji     | Luyi           | Strabo         | Choukyongchol  |
| 77  | Chikako          | Hiroshi       | Aksenov        | Humboldt       | Rauthgundis    |
| 78  | Kurashiki        | Ninian        | Fuss           | Gilhutton      | Seitz          |
| 79  | Puccini          | Sybil         | Whitley        | Zykina         | Otawara        |
| 80  | Child            | Lohrmann      | Polina         | Tovstonogov    | Magomaev       |
| 81  | Asclepius        | Ermak         | Sládkovič      | Robmackintosh  | Sinyavskaya    |
| 82  | Hank             | Bykov         | Gembloux       | Divari         | Bartini        |
| 83  | Lugo             | Veratar       | Wasson         | Korolirina     | Schroeteria    |
| 84  | Akan             | Bendjoya      | Samcarin       | Bragaria       | Patrickmiller  |
| 85  | Ainonai          | Karetnikov    | Petrov         | Grange         | Fitzsimmons    |
| 86  | Gunvor           | Maisica       | Tatianina      | Kojima         | Osipovia       |
| 87  | Rees             | Brunsandrej   | Shulʹzhenko    | Takihiroi      | Flamsteed      |
| 88  | Wislicenus       | 1980 WF       | Simpson        | Doreen         | Chushuho       |
| 89  | McDowell         | Donn          | Sprattia       | Praetorius     | Joegoldstein   |
| 90  | Dimashchegolev   | Strasbourg    | Petrpravec     | Shikanosima    | Trombka        |
| 91  | Bryantsev        | Toyen         | Iphidamas      | Blaga          | Hansuess       |
| 92  | Alkissia         | SIMBAD        | Lykaon         | Chrispollas    | Kálmán         |
| 93  | Reipurth         | Drummond      | Slessor        | Seitter        | Cossard        |
| 94  | Dashkova         | Festou        | Bogard         | Ask            | Kisala         |
| 95  | Prinz            | Mediolanum    | Kihara         | Embla          | Griffin        |
| 96  | 1981 QB          | Arpigny       | Lewis          | Tomoegozen     | Veisberg       |
| 97  | Consolmagno      | Novara        | Ako            | Tomhamilton    | Ksana          |
| 98  | Coradini         | Jizera        | Mercator       | Nishiizumi     | Kabashima      |
| 99  | Rowan            | Sootan        | Hirasawa       | Candace        | MPC            |
| 100 | Meadows          | Carusi        | Veveri         | Maymelou       | IAU            |
|     | 4600             | 4700          | 4800           | 4900           | 5000           |